# Tillandsia fuchsii
Tillandsia fuchsii är en gräsväxtart som beskrevs av Walter Till. Tillandsia fuchsii ingår i släktet Tillandsia och familjen Bromeliaceae.

## Underarter
Arten delas in i följande underarter:
- T. f. gracilis
- T. f. fuchsii
- T. f. stephani

## Bildgalleri

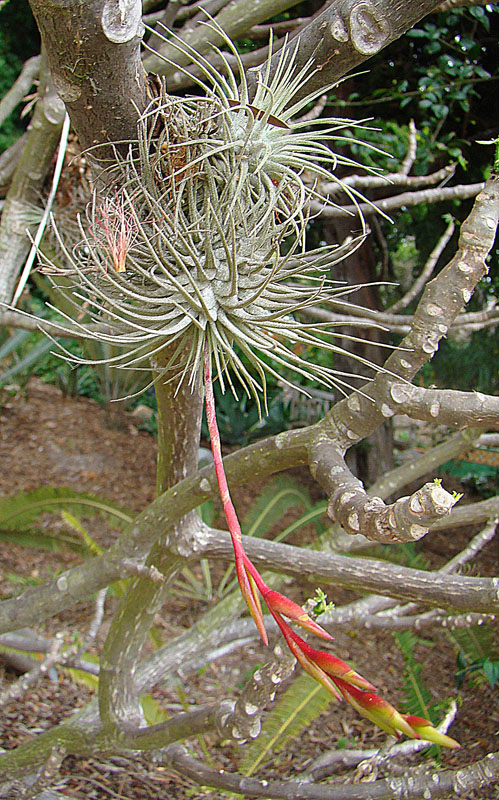